# Bis(1,5-cicloottadiene)nichel(0)
Il bis(1,5-cicloottadiene)nichel(0) è il composto metallorganico del nichel con formula Ni(C8H12)2. La formula è in genere abbreviata come Ni(cod)2 o Ni(COD)2. In condizioni normali è un solido giallo sensibile all'ossigeno atmosferico. Viene comunemente usato nelle sintesi chimiche come fonte di Ni(0), cioè per ottenere atomi di nichel nello stato di ossidazione zero.
Il Ni(cod)2 è un complesso diamagnetico; il nichel è coordinato in modo tetraedrico ai gruppi alchene presenti nei due leganti 1,5-cicloottadiene. Si prepara per riduzione di acetilacetonato di nichel(II) anidro in presenza della diolefina:
1/3[Ni3(acac)6]  +  2cod  +  2AlEt3  →  Ni(cod)2  +  2acacAlEt2  +  C2H6  +  C2H4
Ni(cod)2 è moderatamente solubile in benzene e THF. I leganti cod possono essere facilmente sostituiti da fosfine, fosfiti e isocianuri.

## Indicazioni di sicurezza
Il Ni(cod)2 è disponibile in commercio. Si sospetta che possa avere effetti cancerogeni, ma non ci sono prove certe. Può creare sensibilizzazione per contatto con la pelle.